# Ulsterberg
Der Ulsterberg ist ein 487,4 m ü. NHN hoher, bewaldeter Berg im Zentrum der Gemeinde Unterbreizbach im Wartburgkreis in Thüringen.
Der Ulsterberg liegt zwischen Räsa im Norden, Sünna im Osten, Hüttenroda im Südsüdosten, Mühlwärts im Südsüdwesten und Pferdsdorf im Westnordwesten. Naturräumlich zählt er zur Auersberger Kuppenrhön. Der kegelförmige Berg bildet die Wasserscheide zwischen den Einzugsgebieten der Flüsse Ulster und Oechse (mit dem linken Zufluss Sünna).
An seinen Hängen befinden sich aus mittelalterlicher Zeit erhaltene Ackerterrassen und Weiden. Ein Rundwanderweg erschließt den Berg mit seinen Aussichtspunkten.